# Landstraße
Landstraße denumit și Sectorul 3 (3. Bezirk), este un sector administrativ din Viena, situat în sud-estul zonei centrale a municipiului, astfel făcând parte din așa-numitele sectoare interioare (Innenbezirke). În Landstraße se află Palatul Belvedere, Casa Hundertwasser, cartierul Arsenal, precum și mai multe ambasade și instituții culturale.